# Vologas I.
Vologas I. Partski (perzijsko ولاش يکم‎), včasih tudi Vologes, v zoroastrskih besedilih Valahš  (perzijsko بلاش‎, Balāš), veliki kralj Partskega cesarstva, ki je vladal približno  od leta 51 do 78 n. št, * ni znano, † okoli leta 78.

## Prihod na prestol
Vologas I. je bil princ z iranskimi in grškimi predniki. Bil je eden od sinov in naslednik Vonona II. in njegove grške konkubine. Kraljestvo Atropateno je dal svojemu bratu Pakorju II. in za svojega drugega brata Tiridata I. osvojil Armenijo, kar je sprožilo dolgoletno vojno (54–63) z Rimskim cesarstvom. Rimski vojski je spretno poveljeval general Korbulon. 
Vologasova moč je oslabela po napadu nomadskih Dahov in Sakov, uporu Hirkanov in uzurpaciji oblasti njegovega sina Vardana II..  Jožef Flavij trdi, da so mu napadi  nomadov na vzhodu preprečili napad na vazalnega kralja Adijabene. Ko je bil končno sklenjen mir, je bil Tiridat I. priznan za armenskega kralja, vendar kot rimski vazal. Odpotoval je v Rim, kjer je od Nerona dobil vladarski diadem. Arsakidska dinastija v Armeniji je od takrat vladala pod rimsko nadoblastjo. 
Vologas I. je bil s takšnim mirovnim sporazumom  zadovoljen. Poklonil se je Neronovemu spominu in bil v dobrih odnosih tudi z njegovim naslednikom Vespazijanom, kateremu je v sporu protu Viteliju ponudil vojsko 40.000 lokostrelcev. 
Kmalu zatem so čez Kavkaz vdrli nomadski Alani in napadli Armenijo in Medijo. Vologas je Vespazijana zaman prosil za pomoč. Izgleda, da so bile nepopravljive tudi partske izgube na vzhodu, saj je Hirkanija razglasila svojo neodvisnost in  postala samostojno kraljestvo. 
Vologas je okoli leta 78 umrl . Nasledil ga je sin Vologas II..

## Vologas I. in oživitev iranstva
Vologasovo vladanje je zaznamoval njegov odpor proti helenizmu. Odločno je zavračal helenizacijo in se vrnil k starim  iranskim običajem in izročilu iz ahemenidskih časov. Grški alfabet je zamenjal z aramejsko abecedo in grška imena iranskih mest z iranskimi. Iz zoroastrskih zapisov je razvidno, da je naročil zbiranje starih verskih besedil, ki so se nazadnje preoblikovala v Avesto. Na nekaterih njegovih kovancih je upodobljen goreč tempelj. Njegovo izročilo se je nadaljevalo več sto let do konca vladavine Sasanidov.
Vologas je zgradil več mest, med njimi tudi Vologasokert (Balaškert, v dobesednem prevodu "Zgradil (ga je) Balaš") blizu Ktezifona in Selevkije ob Tigrisu. Njegov namen je bil v mesto privabiti prebivalce bližnje Selevkije. Njegovo drugo novo mesto je bila Vologasija ob kanalu Evfrata južno od Babilona. 
| Vologas I. Arsakidska dinastijaRojen: ni znano Umrl: okoli 78 |                                                |                        |
| Vladarski nazivi                                              |                                                |                        |
| Predhodnik: Vonon II.                                         | Veliki kralj (šah) Partskega cesarstva 51 – 78 | Naslednik: Vologas II. |